# Gravesia hylophila
Gravesia hylophila là một loài thực vật có hoa trong họ Mua. Loài này được (Gilg) A. Fern. & R. Fern. mô tả khoa học đầu tiên năm 1956.